# Jochem Kahl
Jochem Kahl (né en 1961 à Ravensbourg) est un égyptologue allemand.

## Biographie
Jochem Kahl étudie les sciences culturelles empiriques, l'histoire et le grec à l'université de Tübingen de 1983 à 1984. À partir de 1984, il étudie l'égyptologie, l'archéologie classique, la préhistoire et la protohistoire dans les universités de Münster, Tübingen et Vienne. En 1990, il obtient le titre de Magister Artium à l'université de Tübingen. Il y travaille de 1990 à 1992 en tant que collaborateur scientifique.
En 1992, il obtient son doctorat avec l'étude « Das System der ägyptischen Hieroglyphenschrift in der 0. - 3. Dynastie ». De 1992 à 1998, Kahl est assistant scientifique à l'Institut d'égyptologie et de coptologie de l'Université de Münster. De 1994 à 1995, il étudie l'écriture et la langue démotique à l'université de Cologne. Kahl a obtenu son habilitation en égyptologie en 1998, sa thèse d'habilitation s'intitulait : « Siut - Theben : Eine Fallstudie zur Wertschätzung von Traditionen ». De 1998 à 2004, il travaille à l'Institut d'égyptologie et de coptologie de l'université de Münster en tant que professeur d'université.
En 2004, l'université de Münster lui décerne le titre de « professeur extra-ordinaire ». De 2005 à 2008, il est assistant de recherche à l'Institut d'égyptologie et d'orientalisme ancien de l'université de Mayence. En 2006, il est « professeur hors classe » à l'université de Mayence. En 2007 et 2008, il effectue plusieurs séjours en tant que professeur invité à l'université de Vienne. Depuis octobre 2008, il est professeur à l'université libre de Berlin. Kahl est membre de l'Institut archéologique allemand.
Il est rédacteur spécialisé en égyptologie pour l'Orientalistische Literaturzeitung. Zeitschrift für die Wissenschaft vom ganzen Orient und seinen Beziehungen zu den angrenzenden Kulturkreisen (OLZ), Akademie Verlag Berlin,  (ISSN 0030-5383), et, depuis 2010, coéditeur des Studien zur Altägyptischen Kultur.
Avec Ursula Verhoeven-van Elsbergen, Jochem Kahl dirige également les recherches et les fouilles à Assiout et ses environs en Moyenne-Égypte.

## Publications
- Das System der ägyptischen Hieroglyphenschrift in der 0.-3. Dynastie, Harrassowitz, Wiesbaden, 1994
- avec Nicole Kloth, Ursula Zimmermann, Die Inschriften der 3. Dynastie. Eine Bestandsaufnahme, Harrassowitz, Wiesbaden, 1995,  (ISBN 3-447-03733-4)
- Steh auf, gib Horus deine Hand. Die Überlieferungsgeschichte von Altenmüllers Pyramidentext-Spruchfolge, Harrassowitz, Wiesbaden, 1996
- Siut - Theben. Zur Wertschätzung von Tradition im Alten Ägypten, Leiden, Brill, 1999
- avec Eva-Maria Engel, Vergraben, verbrannt, verkannt und vergessen - Funde aus dem « Menesgrab », Münster, 2001
- Ra is my Lord. Searching for the Rise of the Sun God at the Dawn of Egyptian History, Harrassowitz, Wiesbaden, 2007
- Ancient Asyut. The First Synthesis after 300 Years of Research, Harrassowitz, Wiesbaden, 2007
- Die Zeit selbst lag nun tot darnieder. Die Stadt Assiut und ihre Nekropolen nach westlichen Reiseberichten des 17. bis 19. Jahrhunderts: Konstruktion, Destruktion und Rekonstruktion, Harrassowitz, Wiesbaden 2013,  (ISBN 978-3-447-06867-3).